# Sergio Berti
Sergio Ángel Berti Pizzani (Villa Constitución, 1969. szeptember 17. –) korábbi argentin válogatott labdarúgó.
Az argentin válogatott tagjaként részt vett az 1995-ös és az 1997-es Copa Américán illetve az 1998-as világbajnokságon.

## Sikerei, díjai
River Plate
- Argentin bajnok (7): Apertura: 1991, 1993, 1994, 1996, 1997, 1999, Clausura: 1997
- Libertadores-szuperkupagyőztes (1): 1997

Boca Juniors
- Recopa Sudamericana győztes (1): 1990
- Libertadores-szuperkupagyőztes (1): 1989

Parma
- KEK győztes (1): 1992–93